# Кароліна Кокс
Керолайн Енн Кокс (англ. Caroline Ann Cox), також Баронеса Кокс (англ. Baroness Cox) — член і колишня віце-спікер британської Палати лордів, соціолог і відомий правозахисник.
Керолайн Кокс народилася 6 липня 1937 року у Лондоні, Велика Британія. Баронеса Кокс є членом і керівником ряду правозахисних організацій, в тому числі — член Дорадчої ради Фонду Андрія Сахарова і MigrationWatch, почесна віце-голова Міжнародної ісламсько-християнської організації щодо примирення та розбудови.

## Біографія
Баронеса Кокс Квінсберійська (Baroness Cox of Queensbury) — дочка хірурга з Хартфорда. З 1958 р. працювала медсестрою в Лондонській лікарні. У 1967 р. Кокс закінчила Університет Лондона, отримавши диплом з відзнакою за спеціальністю соціолога, пізніше вона отримала також ступінь спеціаліста з економіки.
З 1974 р. Кокс завідувала кафедрою соціології Політехнічного інституту Північного Лондона, викладала і займала високі посади в ряді навчальних закладів Лондона. Автор ряду книг з соціології та політичних досліджень.
Кокс член палати лордів з 1982 року, віце-спікер Палати лордів Парламенту Об'єднаного Королівства Великої Британії та Північної Ірландії  з 1986 року, голова вірмено-британської парламентської групи з 1992 року. Має соціалістичні і християнські погляди.
Баронеса Кокс також внесла свій внесок у захист вірменського населення Карабаху, зробивши більш ніж 60 гуманітарних поїздок з метою забезпечення жителів необхідними медикаментами. Нагороджена медаллю Мхітара Гоша Республіки Вірменія «за визначну державну і суспільно-політичну діяльність, а також за значні заслуги в областях дипломатії, юриспруденції і політики» (2006) р.